# Commode

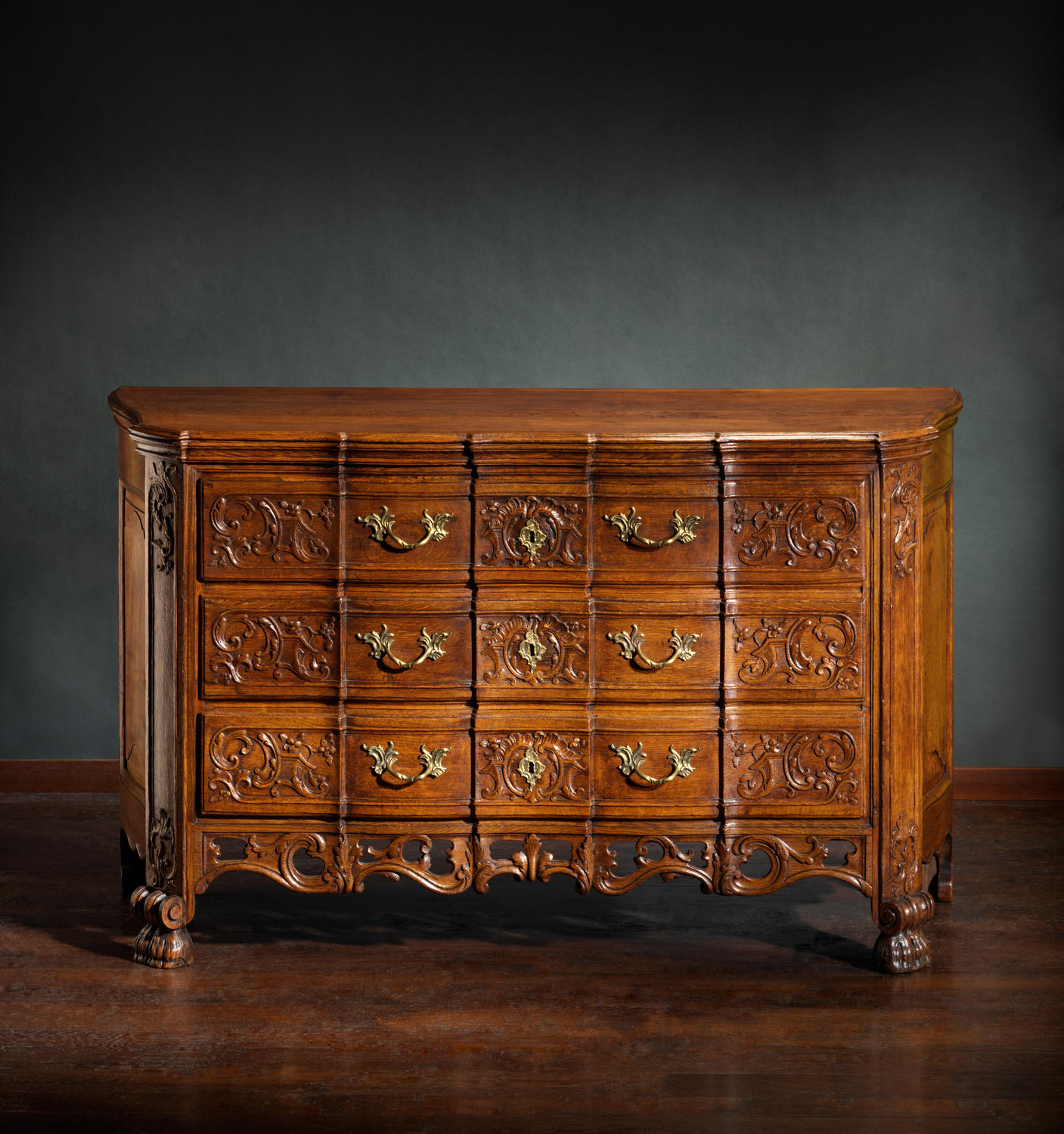
Luikse Commode (18e eeuw), Collectie Koning Boudewijnstichting.

Een commode is een, van origine uit Frankrijk afkomstige, lage kast op poten met twee of meer grote laden, bedoeld om linnengoed in op te bergen. Het woord commode komt van het Franse woord commodité wat gemak of gerieflijkheid betekent.
In Nederland wordt de term vaak gebruikt voor een aankleedmeubel voor baby's. Het is dan een legkast met daarop een aankleedkussen.

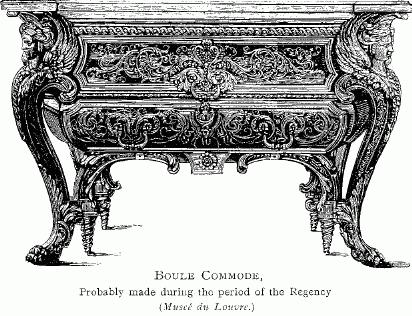
Een 19e-eeuwse commode
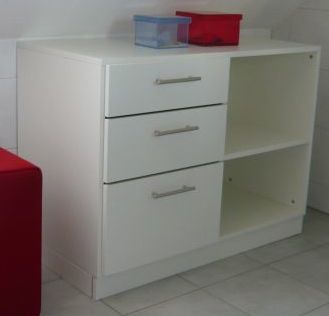
Een moderne commode